# 赵汝譓
赵汝譓，宋朝政治人物。
赵汝譓曾于1176年接替刘俣任华亭县知县一职，1179年由徐安国接任。